# Aushilfsgangster
Aushilfsgangster (Originaltitel: Tower Heist) ist eine US-amerikanische Actionkomödie des Regisseurs Brett Ratner aus dem Jahr 2011, der am 3. November 2011 in die deutschen Kinos kam. In den Hauptrollen sind Ben Stiller und Eddie Murphy zu sehen.

## Handlung
Josh Kovacs ist Manager eines luxuriösen Appartementgebäudes in New York City. Eines Tages vermutet er eine Entführung des reichen Börsenmoguls und Penthousebewohners Arthur Shaw, was sich jedoch als Flucht vor der Festnahme durch das FBI entpuppt. Shaw hatte offenbar sein Imperium zuletzt auf ein Schneeballsystem aufgebaut, das ihm zwar noch ein angenehmes Leben, den Anlegern aber den finanziellen Ruin einbrachte. Kovacs, der zu Shaw ein nahezu freundschaftliches Verhältnis pflegte, hatte ebenfalls bei ihm investiert: die gesamte Pensionskasse der Towerangestellten.
Daraufhin zur Rede gestellt, wird Kovacs deutlich herablassend von Shaw zurückgewiesen und danach von der FBI-Agentin Claire Denham aufgezogen. Nachdem auch noch der langjährige Portier Lester aus Verzweiflung über die drohende Armut durch den Verlust seiner gesamten Ersparnisse versucht, sich vor eine U-Bahn zu werfen, aber gerettet wird, stürmt Kovacs zusammen mit zwei Angestellten das Penthouse, wo Shaw unter FBI-Bewachung seinen gerichtlich angeordneten Hausarrest verbringt. Da immer noch kein Einsehen oder Scham bei Shaw zu erkennen ist, zerschlägt Kovacs aus Zorn sämtliche Scheiben eines Ferrari 250 GT Lusso, der in dessen Penthousewohnung ausgestellt ist. Dieser gehörte angeblich einmal Steve McQueen und sei ihm „heilig“. Daraufhin verlieren alle drei ihren Job.
Als Josh klar wird, dass Shaw noch ein heimliches Vermögen besitzen muss, erkennt er, dass dieses in einem versteckten Safe in dessen Penthouse gelagert sein muss. Er beschließt, zusammen mit den beiden ebenfalls Gefeuerten dort einzubrechen und das Geld als Entschädigung der Angestellten zu verwenden. Er überredet seinen Freund aus Kindertagen und Kleinganoven Slide und den ehemaligen Towerbewohner und hochverschuldeten Börsenmakler Mr. Fitzhugh, sie zu unterstützen, wobei Slide allerdings nur auf seinen eigenen Vorteil bedacht ist.
So kommt es, dass Slide den Coup auf eigene Faust beginnt und das Vorhaben völlig aus dem Ruder läuft. Als der Tresor sich dann zwar als vorhanden, aber leer entpuppt, kommt es zu einem Kampf zwischen Josh und Slide, bei dem sich im Handgemenge ein Schuss löst, der ein Loch in die Motorhaube des immer noch lädierten Ferrari schlägt. Hierbei wird das Geheimnis des Wagens gelüftet: Er besteht aus purem Gold und stellt so das verschwundene Kapital dar. Nun gilt es, den Wagen unauffällig aus dem Penthouse herauszubekommen, bevor Shaw und seine Bewacher von einem als Ablenkungsmanöver fingierten Gerichtstermin zurückkehren und sich einen Weg durch die vor dem Tower vorbeiziehende Thanksgiving-Parade bahnen können.
Die Aushilfsgangster lassen den Wagen an einem Stahlseil in eine andere Etage hinab, bringen ihn schließlich mit dem Fahrstuhl weg und lassen das Fahrzeug während eines von Lester ausgeführten Bluffs verschwinden. Im Wagen befand sich auch ein Notizbuch. Es enthält Angaben zum Vermögen von Shaw, die ihn überführen und ins Gefängnis bringen. Josh überlässt das Buch dem FBI und im Gegenzug kommt die Gruppe straffrei davon. Ausnahme ist hier Josh, der wegen des Autodiebstahls zwei Jahre Haft erhält.
Am Ende erhält jeder der Angestellten ein aus purem Gold bestehendes Teil des Wagens per Paketdienst.

## Kritiken
Während die Bewertungen amerikanischer und britischer Kritiker durchwachsen ausfielen, wurde Aushilfsgangster im deutschsprachigen Raum eher negativ rezipiert. Mehrheitlich wurden massive Logikfehler in der Filmhandlung kritisiert.

„In der Finanzkrisen-Komödie Aushilfsgangster haben die Drehbuchautoren Ted Griffin und Jeff Nathanson nun gefühlt keine Sekunde darauf verschwendet, über Sinn oder Unsinn des Plans zum Einstieg in das Penthouse eines luxuriösen New Yorker Wolkenkratzers nachzudenken. Deshalb hätte sich Regisseur Brett Ratner (Rush Hour, Family Man) eigentlich doppelt anstrengen müssen, um das Publikum für andere Dinge als den finalen Coup zu interessieren. Trotzdem ist seine Inszenierung aber weder elegant, noch ist der Film sonderlich lustig. So sitzt man nun kopfschüttelnd im Kino und fragt sich, was die da auf der Leinwand eigentlich anstellen, wobei man gerade angesichts der namhaften Besetzung überraschend selten von einem gelungenen Gag aus seinen eher trüben Gedanken gerissen wird.“

„Tower Heist ist durchschnittliche Unterhaltung. Viele Gelegenheiten für gelungene Lacher bleiben ungenutzt, und der Ach-so-schwierige-Auftrag läuft dann doch etwas zu einfach ab. Erst wenn gegen Schluss ein paar Sachen schief gehen, zieht das Tempo und sogar die Spannung an, was auch wieder mehr Lacher bringt. Leider ist das viel zu spät, und damit macht Ratner nur dort weiter, wo er vor seiner Schaffenspause aufgehört hat: im Mittelmaß.“

„Prominent besetzte, aber wenig originelle und zudem allzu lustlos aufbereitete Komödie, der es bei ihrer Kritik an den Finanzmarkt-Praktiken an Biss mangelt.“

## Einspielergebnis
Aushilfsgangster spielte am Premieren-Wochenende in den USA 25,1 Millionen US-Dollar ein. Die Gesamt-Kinoeinnahme betrug 78 Millionen US-Dollar in den USA und Kanada, 75 Millionen in der übrigen Welt.

## Wissenswertes
- Schon in Ferris macht blau hatte es Matthew Broderick mit einem Ferrari 250 GT Spyder California SWB aus den Baujahren 1958 bis 1962 zu tun. Dort ist es jedoch ein Cabrio – wobei hier aber in allen Szenen eine Nachbildung verwendet wurde. Vorbild des Originals ist ein Ferrari 250 GT Lusso aus den Jahren 1962 bis 1964. Steve McQueen besaß tatsächlich einen Ferrari 250 GT Lusso, der allerdings braun war.
- Der goldene Ferrari wäre viel zu schwer, um an einem Kabel, welches lediglich zur Sicherung einer Fensterputzergondel ausgelegt ist, sicher abgeseilt werden zu können. Ebenso könnte er nicht von vier Männern in dieser Form bewegt oder gar auf einer Aufzugskabine abgestellt werden.
- Auch die am Ende gezeigten Einzelteile aus Motor, Felgen und Lenkrad könnten von den Akteuren aufgrund ihres Gewichtes nicht so leicht gehoben werden: Allein die Felge, welche normalerweise mindestens 10 kg in Stahl wiegt, entspräche dem 2,6-fachen Gewicht in Gold, wenn wirklich alles vollkommen aus Gold wäre. Nebenbei wäre der Anteil, gemessen am Goldwert (eine Felge gegen ein sehr filigranes Lenkrad) doch unter den Angestellten ziemlich ungerecht verteilt.
- Das schlicht „Tower“ genannte Gebäude ist in Wirklichkeit das New Yorker Trump International Hotel and Tower am Columbus Circle in New York City.
- Während der Promotion für den Film fiel Regisseur Brett Ratner durch homophobe Äußerungen auf. Er musste daher seine Rolle als Produzent der Oscarverleihung 2012 aufgeben.